# Кунчукохабль
Кунчукохабль (рос. Кунчукохабль; адиг. Къунчыкъохьабл) — аул Теучезького району Адигеї Росії. Входить до складу Джиджихабльського сільського поселення.
Населення — 570 особи (2016 рік).